# Dee Wallace-Stone
Deanna Bowers (Kansas City, 14 de diciembre de 1948), conocida como Dee Wallace-Stone o Dee Wallace, es una actriz estadounidense.

## Carrera
Dee Wallace-Stone comenzó a actuar en series de televisión en la década de los setenta. En 1975 tuvo un pequeño papel en la película The Stepford Wives. En 1977 actuó en la película The Hills Have Eyes del director Wes Craven. En 1979 actuó en la película 10. En 1981 protagonizó la película The Howling. En 1982 actuó en la película E.T., el extraterrestre del director Steven Spielberg, por su actuación fue nominada al premio Saturn Award. En 1983 protagonizó la película Cujo. En 1985 actuó en la película Admiradora secreta. En 1986 protagonizó Critters. En 1991 actuó en Popcorn y Alligator II: The Mutation. En 1996 actuó en la película The Frighteners del director Peter Jackson. En el año 2006 actuó en la película The Plague. En el año 2007 actuó en la película Halloween. Dee Wallace ha actuado en series de televisión como Grey's Anatomy, Ghost Whisperer y Grimm, entre otras.

## Vida personal
En 1980, se casó con el actor Christopher Stone el cual murió en 1995, tuvieron una hija la actriz Gabrielle Stone.
En 1998, contrajo matrimonio por segunda ocasión con el editor Skip Belyea.

## Filmografía

### Películas
- The Forest Hills (2023)
- Jeepers Creepers: Reborn (2022) - Marie
- Critters Attack (2019)
- Más allá del cielo (2018) ... Lucille.
- The Lords of Salem (2012) .... Sonny
- Bad Actress (2011) .... Ella misma
- Crowley (2010) .... Sal
- Cage Free (2010) .... Sra. Maclean
- Hollywont (2010) .... Joanie
- Scratching the Surface (2010) .... Sra. Westin
- The Story of Bonnie and Clyde (2010) .... Emma Parker
- The Guardian (2010) .... Mamá
- Soupernatural (2009) .... Sra. Conners
- The I Scream Man (2009) .... Candace Stichin
- Death Keeps Coming (2009)
- Fuzz Track City (2009) .... Dawn Lockwood
- Happy in the Valley (2009) .... Gloria
- Blossom (2009) .... Rebecca
- Bedrooms (2009) .... Marnie
- Beautysleep Symphony (2009) .... Spitfire
- Exodus Fall (2009) .... Shirley Minor
- The Rain (2009) .... Jean Applebe
- Pound of Flesh (2009) .... Dean Clark
- The Stalker Within (2009) .... Barbara
- The Haunted World of El Superbeasto (2009) (voz) .... Trixie
- Raven (2009) .... LuAnne
- The Mother of Invention (2009) .... Nancy Dooly
- Stay Cool (2009) .... Sra. Mccarthy
- Stem Cell (2009) .... Healer
- The House of the Devil (2009) .... Landlady
- The Magic 7 (2009) (voz) .... Mamá de Sean
- The No Sit List (2008) .... Srta. Greene
- Matchmaker Mary (2008) .... Tía Karen
- Between Heaven and Hell (2008) .... Dra. Isabel Greenlee
- Little Red Devil (2008) .... Mother
- Between the Sand and the Sky (2008) .... Sylvia
- The Blue Rose (2007) .... Sra. Garrison
- Halloween (2007) .... Cynthia Strode
- Bone Dry (2007) .... Joanne
- J-ok'el (2007) .... Helen Moret
- The Plague (2006) .... Nora
- The Eden Formula (2006) .... Rhonda
- Expiration Date (2006) .... Lucille
- Abominable (2006) .... Ethel Hoss
- Kalamazoo? (2006) .... Susan
- American Blend (2006) .... Jayme
- The Lost (2006) .... Barbara Hanlon
- Voodoo Moon (2005) .... Mary-Ann
- Headspace (2005) .... Dra. Denise Bell
- Scar (2005) .... Isabella
- Boo (2005) .... Enfermera Russell
- The Lonch Ness Monster (2005) .... Elizabeth Horner
- Yesterday's Dreams (2005) .... Rita
- The Perfect Husband: The Laci Peterson Story (2004) .... Sharon Rocha
- Paradise (2004) .... Patricia Paradise
- Dead End Road (2004) .... Sra. Makepiece
- Dead Canaries (2003) .... Sharon Scaldafieri
- Fish Don't Blink (2002) .... Sra. Roswell
- Sex and the Teenage Mind (2002) .... Francine Heitmeyer
- Adjustments (2001) .... Jill
- A Month of Sundays (2001) .... Sarah McCabe
- Out of the Black (2001) .... Penny Hart
- 18 (2001) .... Mamá de Laura
- She's No Angel (2001) .... Maureen Shawnessy
- Artie (2000) .... Sara the Bartender
- Killer Instinct (2000) .... Sarah Fairchild
- Flamingo Dreams (2000) .... Ariel
- Pirates of the Plain (1999) .... Glenna
- Invisible Mom II (1999) .... Laura Griffin
- To Love, Honor & Betray (1999) .... Julia Brennan
- Deadly Delusions (1999) .... Susan Randkin
- Bad As I Wanna Be: The Dennis Rodman Story (1998) .... Madrastra de Rodman
- The Christmas Path (1998) .... Jenny
- Nevada (1997) .... Ruby
- Skeletons (1997).... Heather Crane
- The Perfect Mother (1997) .... Gina Mitrou
- Love's Deadly Triangle: The Texas Cadet Murder (1997) .... Linda Jones
- Mutual Needs (1997) .... Patricia
- Black Circle Boys (1997) .... Barbara Sullivan
- The Frighteners (1996) .... Patricia Ann Bradley
- Invisible Mom (1996) .... Laura Griffin
- Subliminal Seduction (1996) .... Sissy Bonner
- Temptress (1995) .... Allison Mackie
- Best of the Best 3: No Turning Back (1995) .... Georgia
- The Skateboard Kid II (1995) .... Lois Curtis
- The Phoenix and the Magic Carpet (1995) .... Madre
- Cops n Roberts (1995)
- Brothers' Destiny (1995) .... Lucille Bastian
- Vanishing Son IV (1994) .... Megan
- Runaway Daughters (1994) .... Sra. Gordon
- Moment of Truth: Cradle of Conspiracy (1994) .... Suzanne Guthrie
- Search and Rescue (1994) .... Morgan
- Witness to the Execution (1994) .... Emily Dawson
- Prophet of Evil: The Ervil LeBaron Story (1993) .... Jackie Fields
- Huck and the King of Hearts (1993) .... Darlene
- Lightning in a Bottle (1993) .... Jean Markley
- Discretion Assured (1993) .... Kitten
- My Family Treasure (1993) .... Alex Danieloff
- Rescue Me (1992) .... Sarah Sweeney
- P.S.I. Luv U (1991) .... Mitzi Packer
- Rock-a-Doodle (1991) (voz) .... Madre
- Alligator II: The Mutation (1991) .... Christine Hodges
- Popcorn (1991) .... Suzanne
- I'm Dangerous Tonight (1990) .... Wanda Thatcher
- Addicted to His Love (1988) .... Betty Ann Brennan
- Stranger on My Land (1988) .... Annie Whitman
- Bushfire Moon (1987) .... Elizabeth
- Bialy smok (1987) .... Alta
- Critters (1986) .... Helen Brown
- Sin of Innocence (1986) .... Vicki McGary
- Club Life (1986) .... Tilly Francesca
- Shadow Play (1986) .... Morgan Hanna
- Hostage Flight (1985) .... Laura Kenrick
- Suburban Beat (1985) .... Joanna
- Admiradora Secreta (1985) .... Connie Ryan
- The Sky's No Limit (1984) .... Dra. Maureen Harris
- The Shepherd (1984)
- Happy (1983) .... Marilyn
- Cujo (1983) .... Donna Trenton
- Wait Till Your Mother Gets Home! .... Pat Peters
- I Take These Men (1983) .... Elaine Zakarian
- Skeezer (1982) .... Lucille
- Jimmy the Kid (1982) .... May
- E.T.: The Extra-Terrestrial (1982) .... Mary
- Child Bride of Short Creek (1981) .... Mary Jacobs
- The Five of Me (1981) .... Ann
- A Whale for the Killing (1981) .... Janet Landon
- The Howling (1981) .... Karen White
- The Secret War of Jackie's Girls (1980) .... Maxine
- Young Love, First Love (1979) .... Leslie
- 10 (1979) .... Mary Lewis
- The Hills Have Eyes (1977) .... Lynne Wood
- All the King's Horses (1977) .... Sandy Benson
- The Stepford Wives (1975) .... Nettie

### Series de televisión
- Supernatural ... Mildred Baker (1 episodio: Into the Mystic, 2016)
- Grimm ... Alice (1 episodio: Revelation,2014)
- Criminal Minds .... Dra. Jan Mohikian (1 episodio: Memoriam, 2008)
- Saving Grace .... Janice Shapiro (1 episodio: A Survivor Lives Here, 2008)
- Ghost Whisperer .... Claire Taylor (1 episodio: Holiday Spirit, 2007)
- My Name Is Earl .... The Governor - La Esposa de Warden (3 episodios, 2007)
- Grey's Anatomy .... Joan Waring (1 episodio: Time After Time, 2007)
- Sons & Daughters .... Colleen Halbert (11 episodios, 2006-2007)
- Close to Home .... Joan Monroe (1 episodio: There's Something About Martha, 2006)
- Without a Trace .... Lara Duncan (1 episodio: All the Sinners, Saints, 2006)
- Bones .... Agente Especial Callie Warner (1 episodio: The Woman in Limbo, 2006)
- Crossing Jordan .... Lorraine Heeley (1 episodio: Total Recall, 2005)
- Cold Case .... Charlotte Jones (1 episodio: Strange Fruit, 2005)
- The Agency .... Doris, Hermana de Quinn(1 episodio: Our Man in Korea, 2003)
- She Spies (1 episodio: First Episode, 2002)
- The Division .... Paula Meeks (1 episodio: Beyond the Grave, 2002)
- Felicity .... Allison Covington (2 episodios, 2001)
- Ally McBeal .... Gail Clarkson (1 episodio: Buried Pleasures, 1999)
- Nash Bridges .... Susan Martin (1 episodio: Resurrection, 1999)
- Touched by an Angel .... Sandra Browner (1 episodio: A Delicate Balance, 1997)
- JAG .... Congresswoman Adele DeLong (1 episodio: Crossing the Line, 1997)
- High Sierra Search and Rescue .... Morgan Duffy (6 episodios, 1995)
- L.A. Law (1 episodio: Wine Knot, 1992)
- The New Lassie .... Dee McCullough (32 episodios, 1989-1992)
- FBI: The Untold Stories (1 episodio: Mommie Dearest, 1992)
- P.S.I. Luv U .... Mitzi (1 episodio: Pilot, 1991)
- Murder, She Wrote .... Ellen Wicker / Mildred Terhune (2 episodios, 1989-1991)
- Hotel .... Helen Johnson (3 episodios, 1984-1987)
- CBS Schoolbreak Special .... Jan Fischer (1 episodio: An Enemy Among Us, 1987)
- Together We Stand .... Lori Randall (13 episodios, 1986-1987)
- The Twilight Zone .... Janice Hammond (segmento "Wish Bank") (1 episodio: Little Boy Lost/Wish Bank/Nightcrawlers, 1985)
- Simon & Simon .... Carol Brooks (1 episodio: Love and/or Marriage, 1985)
- Finder of Lost Loves .... Gail Aames (1 episodio: Mister Wonderful, 1985)
- CBS Afternoon Playhouse .... Fran Welsh (1 episodio: Help Wanted, 1982)
- ABC Afterschool Specials .... Sue Jinkins (1 episodio: Run, Don't Walk, 1981)
- Here's Boomer (1 episodio: Molly, 1980)
- Skag .... Nora (2 episodios, 1980)
- Taxi .... Joyce (1 episodio: Alex's Romance, 1979)
- Mrs. Columbo .... Janet Rutledge (1 episodio: Ladies of the Afternoon, 1979)
- CHiPs .... Angie / Sheila (2 episodios, 1978-1979)
- Trapper John, M.D. .... Dra. Valerie Tatum (1 episodio: Deadly Exposure, 1979)
- Hart to Hart .... Connie (1 episodio: Jonathan Hart Jr., 1979)
- Lou Grant .... Patti (1 episodio: Hooker, 1978)
- Police Story .... Sharon (1 episodio: A Chance to Live, 1978)
- Barnaby Jones .... Amy Vickers (1 episodio: Terror on a Quiet Afternoon, 1978)
- Police Woman .... Shana Fayette (1 episodio: Do You Still Beat Your Wife?, 1977)
- Starsky and Hutch .... Carol Wade (1 episodio: The Crying Child, 1977)
- The San Pedro Beach Bums .... Lisa (1 episodio: Godfather's Five, 1977)
- Man from Atlantis .... Hot Dog Stand Owner (1 episodio: Melt Down, 1977)
- Ellery Queen .... Mesera (1 episodio: The Adventure of the Chinese Dog, 1975)
- The Streets of San Francisco .... Joan Warren (1 episodio: The Programming of Charlie Blake, 1975)
- Lucas Tanner .... Mesera (1 episodio: Merry Gentlemen, 1974)

- Datos: Q258064
- Multimedia: Dee Wallace / Q258064